# Mršelji
Mršelji (cyr. Мршељи) – wieś w Serbii, w okręgu zlatiborskim, w gminie Požega. W 2011 roku liczyła 169 mieszkańców.